# Hassania

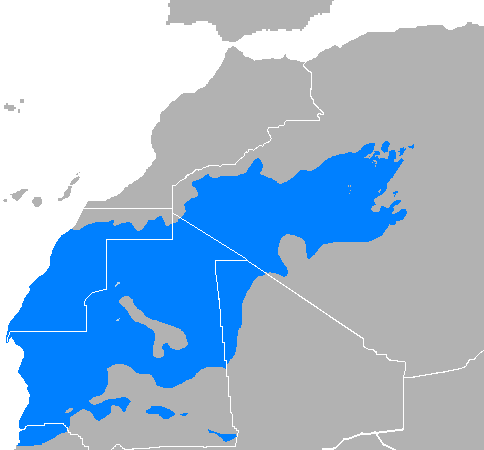
Verbreitungsgebiet des Hassania

Hassania (arabisch حسانية, DMG Ḥassānīya), Hassaniyya, auch klām Ḥassān („Sprache der Hassan“) oder klām al-Bīḍān („Sprache der Weißen“) ist ein arabischer Dialekt.
Er wird vor allem in der westlichen Sahara in Arḍ al-Bīḍān gesprochen, dem Gebiet der Bidhan (Mauren), das im Zentrum die Länder Mauretanien und Westsahara umfasst. Hassania ist ferner in Teilen von Niger, Mali, Marokko und Algerien verbreitet. Die Bezeichnung klām Ḥassān leitet sich von den arabischen Stämmen Banī Hassān ab, die ab dem 14. Jahrhundert die dort lebenden Berbervölker „arabisierten“. Klām al-Bīḍān bezieht sich entweder auf die sozialen Schichten der weißen Mauren oder auf die Gesamtheit der Arabisch sprechenden Mauren. Der Dialekt enthält neben arabischen auch afrikanische und französische Fremdwörter. Der nomadische beduinische Ursprung des Dialekts wird am großen Wortschatz zum Bereich Viehzucht deutlich.
Die bisher umfangreichste Grammatik stammt von David Cohen, 1963. Das Werk beschreibt die Sprache der Kulturregion Qibla im Südwesten Mauretaniens, die seit der französischen Kolonialzeit als politisches und kulturelles Zentrum des Landes betrachtet wird.